# Neoaetosauroides
A Neoaetosauroides egy kezdetleges, a késő triász időszakban élt, körülbelül 2 méter hosszúságú aetosaurusnem, Egyetlen ismert faja a típusfaj, az N. engaeus. Fosszíliláit a Los Colorados formáció tavi eredetű, nori korú homokkövében fedezték fel, az Argentínában levő La Rioja tartományban, a Sierro Marada folyó mentén. Leletei a Riojasaurus incertus maradványaival együtt kerültek elő. Ez volt az első aetosaurus, amelyet az 1960-as években ebben a formációban találtak. A Neoaetosauroides a jól megőrződött maradványok alapján ismert dél-amerikai aetosaurusok közé tartozik, egyes példányai tagolt állapotban kerültek elő. A gerince két oldalán egy-egy sor páncéllemezt (osteodermát) viselt. Hasonló lemezek helyezkedtek el a hasán is. Más aetosaurusoktól eltérően a negyedik lábujja hosszabb volt a másodiknál és a harmadiknál. Emellett az ötödik lábujjának több ujjperce megrövidült a többi aetosauruséhoz képest. A Neoaetosauroides felső fogsora a meghosszabbodott pofa elején futott végig, kizárva egy esetleges szarucsőr jelenlétét, melynek elmélete más aetosaurusoknál vetődött fel.

## Fordítás
- Ez a szócikk részben vagy egészben a Neoaetosauroides című angol Wikipédia-szócikk ezen változatának fordításán alapul.  Az eredeti cikk szerkesztőit annak laptörténete sorolja fel. Ez a jelzés csupán a megfogalmazás eredetét és a szerzői jogokat jelzi, nem szolgál a cikkben szereplő információk forrásmegjelöléseként.